# Raorchestes charius
Raorchestes charius es una especie de rana que habita en India; es endémica de las Ghats occidentales, en el estado de Karnataka y se encuentra en altitudes de entre 800 y 1200 metros.
Esta especie se encuentra amenazada de extinción debido a la destrucción de su hábitat natural.